# Tagiades litigiosa
Tagiades litigiosa is een dagvlinder uit de familie van de Hesperiidae, de dikkopjes. De imago zit meestal met uitgespreide vleugels ("plat"), wat tot uitdrukking komt de Engelse naam "Water Snow Flat". De soort komt verspreid voor van India tot het vasteland van Zuidoost-Azië en het aangrenzende deel van China. De waardplanten van deze soort zijn Dioscorea oppositifolia en soorten Smilax.